# Уголь (графический материал)

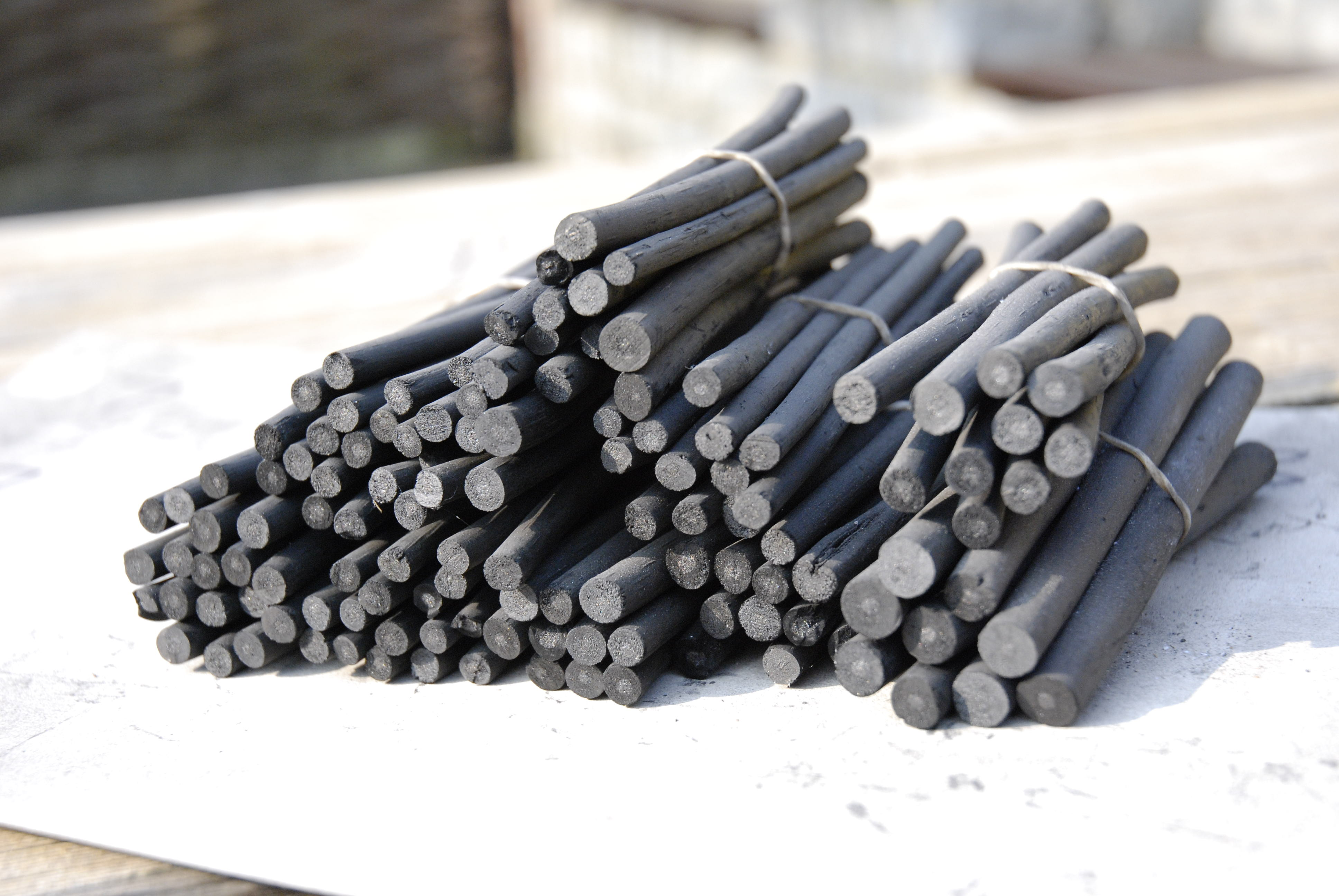
Фюзенные карандаши из веток ивы

Уголь, древесный уголь — материал для выполнения графических произведений, рисования, изготавливающийся из палочек или веток различных пород деревьев. В живописи углем выполняется подготовительный рисунок по грунтованному холсту. С середины XIX века выпускается также прессованный уголь из порошка угля, смешанного с растительным клеем.

## Характеристика
Уголь позволяет выполнять рисунки с богатой градацией тона от самого тёмного к белому. В зависимости от породы дерева, из которого изготовляется уголь (виноградная лоза, ива, берёза), цвет материала варьируется от коричневатого до чёрного с синеватым оттенком. Уголь виноградной лозы настолько твёрд, что его можно заточить. Уголь из древесины бересклета, сделанный в виде палочек, называется фюзеном. Прессованный уголь, содержащий связывающее вещество, более прочен по сравнению с древесным и даёт более глубокий чёрный цвет.
Для выполнения работ углем подходят шероховатые поверхности: холст, бумага с зернистой текстурой, картон. На гладких поверхностях уголь не держится.
Традиционно углём выполняется подготовительный рисунок под живопись на грунтованном холсте. Этот материал не царапает грунт, легко растушевывается, им можно достаточно быстро покрыть большие поверхности, а в рисунок легко внести поправки, стирая неудачные места мягкой тряпкой.
В графике уголь часто комбинируется с другими материалами, таким образом расширяя изобразительные возможности: сангиной, белилами (мелом). Рисунок углем очень легко стирается, не оставляя после себя никакого следа, чтобы он был прочен, его обрабатывают фиксативом (художественным лаком) из распылителя.